# Patrik Isaksson (simmare)
Patrik Isaksson, född 8 april 1973 i Västerås, är en före detta svensk bröstsimmare. Han har vunnit flera titlar på kortbana i internationella simsammanhang, totalt har han sex guld-, fyra silver- och två bronsmedaljer. Han har deltagit i ett olympiskt spel, Olympiska sommarspelen 2000, där han blev 26:a på 100 meter bröstsim.

## Meritlista internationellt
- 1995: VM i simning (kortbana), Rio de Janeiro, Brasilien
  - 8:a 100m bröstsim (1:01.72)
  - 11:a 200m bröstsim (2:15.19)
- 1996: EM i simning (kortbana), Rostock, Tyskland
  - Guld 50m bröstsim (27.76)
  - Silver 100m bröstsim (1:00.45)
- 1997: VM i simning (kortbana), Göteborg, Sverige
  - Guld 100m bröstsim (59.99)
  - 5:a 4x100m medley
- 1998: EM i simning (kortbana), Sheffield, Storbritannien
  - Guld 100m bröstsim (59.22)
  - Silver 50m bröstsim (27.21)
- 1999: EM i simning (långbana), Istanbul, Turkiet
  - Brons 4x100m medley
- 1999: VM i simning (kortbana), Hongkong, Kina
  - Guld 100m bröstsim (59.69)
  - Silver 50m bröstsim (27.57)
  - Silver 4x100m medley
- 1999: EM i simning (kortbana), Lissabon, Portugal
  - Silver 100m bröstsim (59.32)
  - 4:a 50m bröstsim (27.59)
  - Guld 4x50m medley relay
- 2000: Olympiska sommarspelen 2000
  - 26:a 100m bröstsim (1:03.05)
- 2001: VM i simning (långbana), Fukuoka, Japan
  - 14:e 50m bröstsim (28.59)
- 2001: EM i simning (kortbana), Antwerpen, Belgien
  - 7:e 50m bröstsim (27.31)
  - Brons 4x50m medley (1:35.68)

Patrik Isaksson har tagit femton individuella SM-guldmedaljer. Av dessa är tolv erövrade på kortbana och tre på långbana.

## Klubb
- Västerås Simsällskap